# Зервешть
Зервешть, Зервешті (рум. Zervești) — село у повіті Караш-Северін в Румунії. Входить до складу комуни Турну-Руєнь.
Село розташоване на відстані 318 км на захід від Бухареста, 33 км на схід від Решиці, 91 км на південний схід від Тімішоари.

## Населення
За даними перепису населення 2002 року у селі проживали 575 осіб, з них 574 особи (99,8%) румунів. Рідною мовою 574 особи (99,8%) назвали румунську.